# Cierre textil
Un cierre es un sistema para cerrar o abrochar una prenda de ropa.
Para esta función se utilizan distintos sistemas:
- cremallera
- cierre automático, que une mediante una presión y se suelta haciendo palanca.
- cinta de cierre textil (conocido popularmente por la empresa Velcro)
- corchete, dos enganches diseñados para que la propia tensión impida que se suelten.
- botones
- lazo
- imperdible